# Yuan Licen
Yuan Licen (chinesisch 袁励岑, Pinyin Yuán Lìcén; * 28. Mai 2000 in Anshan, Provinz Liaoning) ist ein chinesischer Tischtennisspieler. Er gewann Gold im Einzel beim WTT Contender Doha 2022.

## Werdegang
Yuan Licen trat 2016 erstmals international auf. Beim World Junior Circuit gewann er insgesamt sechs Medaillen, davon einmal Gold, einmal Silber sowie viermal Bronze. 2019 nahm er an den Belarus Open und den Canada Open im Rahmen der Challenge Series teil. Bei Ersterem scheiterte er im Viertelfinale, bei Letzterem kam er ins Achtelfinale. Seine internationalen Auftritte nahmen ab 2022 stark zu. So holte Yuan beim WTT Contender Doha 2022 nach einem Finalsieg über Dang Qiu Gold. Beim WTT Star Contender Doha 2022 scheiterte in der Runde der letzten 32 an Patrick Franziska. Auch beim WTT Contender Muscat 2022 verlor er in der dritten Runde, diesmal allerdings gegen seinen Landsmann Zhang Yudong. Dafür holte Yuan Licen beim WTT Feeder Doha 2022 drei Medaillen: Silber im Einzel nach einer Niederlage gegen Zhao Zihao, Bronze im Doppel mit Xu Haidong sowie Silber im Mixed mit Liu Weishan. Im Mai 2022 erreichte er mit Platz 32 seine persönliche Bestmarke in der ITTF-Weltrangliste.

## Turnierergebnisse
| Verband | Veranstaltung                               | Jahr | Ort      | Land | Einzel        | Doppel     | Mixed  | Team |
| ------- | ------------------------------------------- | ---- | -------- | ---- | ------------- | ---------- | ------ | ---- |
| CHN     | WTT Star Contender (European Summer Series) | 2022 | Budapest | HUN  | letzte 48     | letzte 16  |        |      |
| CHN     | WTT Star Contender                          | 2022 | Doha     | QAT  | letzte 32     |            |        |      |
| CHN     | WTT Contender                               | 2022 | Doha     | QAT  | Gold          |            |        |      |
| CHN     | WTT Contender                               | 2022 | Maskat   | OMN  | letzte 32     |            |        |      |
| CHN     | WTT Feeder                                  | 2022 | Doha     | QAT  | Silber        | Halbfinale | Silber |      |
| CHN     | Challenge Series                            | 2019 | Markham  | CAN  | letzte 16     |            |        |      |
| CHN     | Challenge Series                            | 2019 | Minsk    | BLR  | Viertelfinale |            |        |      |
| CHN     | World Junior Circuit                        | 2018 | Taicang  | CHN  | Halbfinale    |            |        |      |
| CHN     | World Junior Circuit                        | 2018 | Lignano  | ITA  | Halbfinale    | Gold       |        |      |
| CHN     | World Junior Circuit                        | 2016 | Taicang  | CHN  | Halbfinale    |            |        |      |
| CHN     | World Junior Circuit                        | 2016 | Hongkong | HKG  | Silber        | Halbfinale |        |      |